# Baron Russell of Liverpool

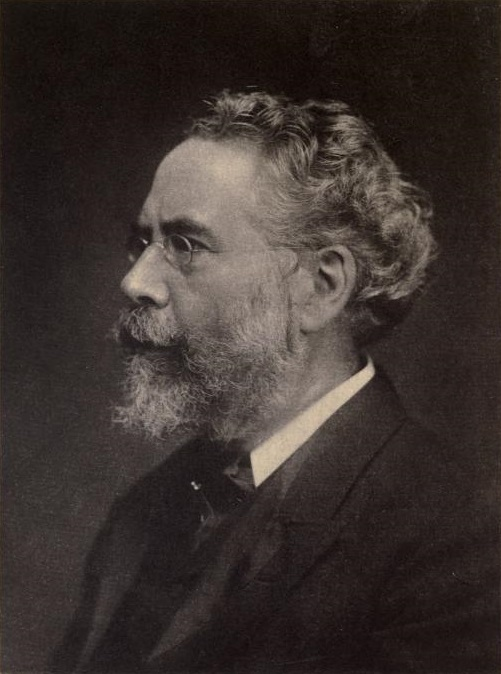
Edward Russell, 1. Baron Russell of Liverpool

Baron Russell of Liverpool, of Liverpool in the County Palatine of Lancaster, ist ein erblicher britischer Adelstitel in der Peerage of the United Kingdom. 

## Verleihung
Der Titel wurde am 9. Oktober 1919 für Sir Edward Russell geschaffen. Dieser war nahezu 50 Jahre Herausgeber der Liverpool Daily Post und 1885 bis 1887 auch Abgeordneter im House of Commons gewesen.

## Liste der Barone Russell of Liverpool (1919)
- Edward Richard Russell, 1. Baron Russell of Liverpool (1834–1920)
- Edward Frederick Langley Russell, 2. Baron Russell of Liverpool (1895–1981)
- Simon Gordon Jared Russell, 3. Baron Russell of Liverpool (* 1952)

Titelerbe ist der Sohn des jetzigen Barons, Hon. Edward Charles Stanley Russell (* 1985).